# (33929) Lisaprato
2000 LP27 (asteroide 33929) é um asteroide da cintura principal. Possui uma excentricidade de 0.16075380 e uma inclinação de 2.12591º.
Este asteroide foi descoberto no dia 6 de junho de 2000 por LONEOS em Anderson Mesa.